# Corpus evangelicorum

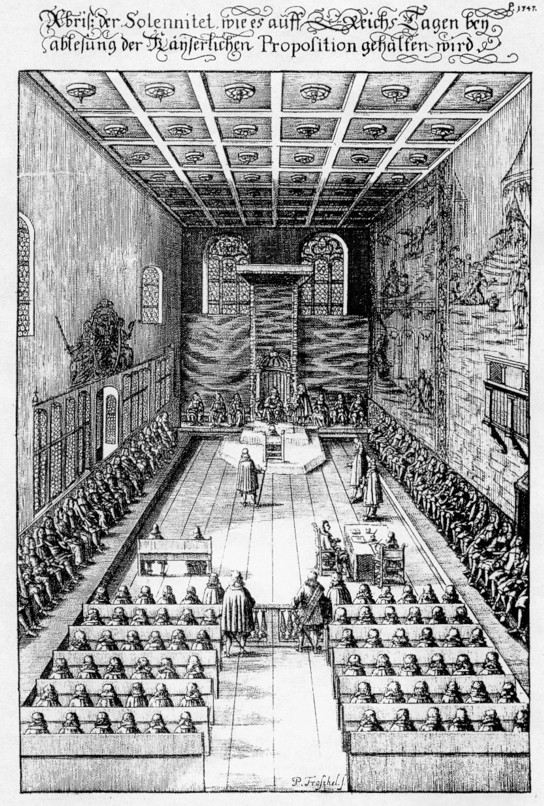
Zasedání Říšského sněmu v roce 1675

Corpus evangelicorum bylo označení pro všechny Říšské stavy Svaté říše římské německého národa, které se hlásily k luterství nebo kalvinismu a tvořily v rámci Říšského sněmu zvláštní těleso. Jeho úkolem bylo hájení konfesních zájmů říšských evangelíků. 
Corpus evangelicorum bylo formálně ustaveno 22. července 1653. V jeho čele stál kurfiřt saský. Současně vzniklo i Corpus catholicorum. K přijetí sněmovního usnesení ve věcech náboženských bylo třeba vzájemné dohody obou corpusů; přehlasování bylo vyloučeno.
Corpus evangelicorum bylo opakovaně adresátem stížností utlačovaných protestantů v Habsburské monarchii a snažilo se v jejich prospěch přimlouvat u císaře. Kupříkladu ve prospěch slezských protestantů intervenovalo Corpus evangelicorum mezi lety 1663–1750 celkem 154krát.
Corpus evangelicorum zaniklo spolu s rozpuštěním Říše v roce 1806.
Pojem Corpus evangelicorum  byl užíván již dříve, a to pro plány švédského krále Gustava II. Adolfa na vytvoření svazu evangelických států v Říši.